# MDMA
Метилендіоксиметамфетамін, MDMA (3,4-метилендіоксі-N-метамфетамін, МДМА) — напівсинтетична психоактивна сполука амфетамінового ряду, що належить до групи фенілетиламінів, широко відома під сленговим ім'ям «е́кстазі».
MDMA має унікальні психоактивні характеристики через свою здатність викликати почуття ейфорії, інтимної близькості та довіри по відношенню до інших людей, а також здатність знижувати почуття страху та занепокоєння. Ці емоційні ефекти мають дуже стійкі прояви, помітно відрізняючи та виділяючи MDMA серед інших стимуляторів та психоделіків в окрему групу емпатогенів.
Завдяки цим ефектам, MDMA широко досліджується та використовується в психоделічній психотерапії. Управління з контролю за якістю харчових продуктів і медикаментів США (FDA) надало статус «проривної терапії» МДМА для лікування посттравматичного стресового розладу (ПТСР) у 2017 році. Статус «проривної терапії» пришвидшує дослідження ліків, якщо попередні клінічні дані показують, що вони можуть бути значно ефективнішими, ніж терапії, які вже доступні.
MDMA криміналізований законами більшості країн та міжнародними конвенціями про обмеження обігу психоактивних сполук. Виробництво, зберігання, транспортування та розповсюдження MDMA є кримінальним злочином в більшості юрисдикцій світу.
В 1990-ті MDMA отримав значне поширення в середовищі рейв-культури електронної музики, зокрема таких напрямків як гоа транс та психоделічний транс. MDMA є одним з нелегальних наркотиків, який найчастіше вживають, особливо в середовищі школярів старших класів та студентів.
В останні роки MDMA повертається в офіційну медицину — дослідні організації в США, Швейцарії, Ізраїлі, Великій Британії та у інших країнах методики використання MDMA як психотерапевтичних ліків для лікування посттравматичних розладів психіки та раку крові. У 2023 році, наприклад, MDMA був легалізований в Австралії, разом з псилоцибіном, для лікування ПТСР і депресії відповідно.

## Історія
MDMA був вперше синтезований 1912 року німецьким хіміком Антоном Келішем (нім. Anton Köllisch), який працював на фармацевтичну компанію Merck. Патент за номером 274 350, що описує синтез цієї сполуки видано 16 травня 1914 року в місті Дармштадт, Німеччина, однак незабаром був забутий. Дослідники того часу не знали і не припускали якихось особливих властивостей нової хімічної сполуки, і цей патент описував її лише як побічний продукт в синтезі гідрастиніну.
Лише через півстоліття молекула MDMA знову привертає до себе увагу дослідників, вже як психоактивна речовина. Секретні дослідження 1950-х років в армії США включали експерименти з MDMA, де ця сполука мала кодову назву EA-1475. Метою цих робіт був пошук нових способів маніпулювання свідомістю. Однак армія не випробовувала MDMA безпосередньо на людях, обмежившись лише експериментами на тваринах.
Достеменно не відомо ім'я першої людини, яка вперше прийняла MDMA і виявила його психоактивний ефект. Популярність до MDMA прийшла лише наприкінці 1970-х років завдяки роботам Олександра Шульгіна, відомого вченого-дослідника психоактивних сполук. 1967 року, за порадою однієї зі своїх студенток, Шульгін синтезував та випробував MDMA на собі, використовуючи обережний метод з поступовим збільшенням дози. Витяг з записів лабораторного журналу Шульгіна, що описує ефект від прийому 120 мг препарату:

Я відчуваю себе абсолютно ясно, і немає нічого крім чистої ейфорії. Ніколи ще я не відчував себе настільки чудово та навіть не вірив у те, що це можливо.
Ясність, чистота і чарівне відчуття внутрішньої сили тривали протягом усього дня.
Я вражений величчю цього досвіду…
Оригінальний текст (англ.)
I feel absolutely clean inside, and there is nothing but pure euphoria. I have never felt so great or believed this to be possible.
The cleanliness, clarity, and marvelous feeling of solid inner strength continued throughout the rest of the day and evening.
I am overcome by the profundity of the experience

У перших наукових статтях, присвячених MDMA, що вийшли 1978 року, доктор Шульгін у співавторстві з колегами описав ефект MDMA на психіку людини як «легко контрольований змінений стан свідомості з емоційними та чуттєвими відтінками». Незабаром Шульгін, який мав хороші зв'язки в науковому світі, знайомить з дією цього препарату ширше коло вчених. Одним із друзів Шульгіна був Лео Зеф — професійний психотерапевт, який був вражений терапевтичним потенціалом нового препарату і з ентузіазмом почав використовувати його на практиці. Доктор Зеф активно сприяв поширенню інформації про відкриття в середовищі психотерапевтів. Поступово MDMA починає використовуватися все ширше та ширше, як препарат, що допомагає проводити сеанси психотерапії.
На початку 1980-х років MDMA використовують у клінічній практиці більше тисячі лікарів. Доктор Зеф назвав MDMA ім'ям «Адам», що вказувало на його «здатність повертати суб'єкта в стан невинності до того моменту коли виникла вина, сором та власна недооцінка». Нова сполука використовувалася достатньо обережно, оскільки в пам'яті вченого співтовариства ще було свіжим спогад про психоделічну революцію 1960-х і ніхто не хотів повторення історії ЛСД. Доктор Шульгін вважав що з відкриттям MDMA він близький до досягнення мети в пошуці ідеальних психотерапевтичних ліків.
Але незабаром розповіді про MDMA просочилися у великий світ. Ряд газетних статей середини 1980-х років захоплено вихваляли цей препарат, стверджуючи що він здатний давати результат «одного року терапії за двох-годинну сесію», і описуючи його відкриття як важливе досягнення в пошуку хімічних сполук для досягнення щастя. Дуже скоро вживання MDMA поширилося за межі клінічної практики. Ім'я «Екстазі» (англ. ecstasy, укр. екстаз) вигадав Майкл Клегг (Michael Clegg), виробник та дистриб'ютор MDMA з Далласа. Познайомившись з дією MDMA в ранні роки своєї кар'єри католицького пастора, Клегг зробив своєю життєвою місією поширення екстазі в маси. 1985 року, коли MDMA був оголошений поза законом, Клегг був найбільшим виробником та дистриб'ютором MDMA в США.
В 1980-х роках MDMA стає популярним у молодіжному середовищі, його відкрито виготовляють та продають на вільному ринку. Особливо популярним препарат став в штаті Техас, де його поширювали в барах та нічних клубах Далласа та Форт-Уерта. Кожен охочий міг також придбати MDMA за допомогою кредитної карти за каталогом, зателефонувавши на безкоштовний 800-номер. У деяких магазинах MDMA продавався в маленьких пляшечках під назвою «Sassyfras».
Реакція американського Управління по боротьбі з наркотиками (DEA) на використання MDMA, що вийшло з-під контролю, привела до заборони та приміщенню його в Список I 1985 року. Спочатку DEA використовував дане йому законом право тимчасової заборони у виняткових обставинах. Але 1988 року, після низки слухань, MDMA був залишений та остаточно закріплений у Списку I. Це рішення ніяк не враховувало думку наукового співтовариства, що висловилось за скасування надмірно жорсткої заборони, що дозволяло б використання MDMA в терапії та наукових дослідженнях.
Незабаром, заборону MDMA в США стали наслідувати й інші країни. На початку 1990-х років виробництво MDMA цілком перемістилося в нелегальну, злочинну сферу. Заборона не зупинила подальшого поширення MDMA, як і у прикладі з іншими психоделіками. Подальшої, ще більшої популяризації наркотику сприяв розвиток електронної музики, яка традиційно асоціювалася з психоделічними наркотиками. Терміном Екстазі стали називати будь-яку речовину в таблетках, яке розповсюджується в середовищі відвідувачів нічних клубів та рейвів.
В 1990-ті роки збільшилося число повідомлень про очевидний зв'язок між використанням екстазі та різноманітними психологічними та психіатричними відхиленнями. Вчені почали заявляти про необхідність відновлення вивчення екстазі в психотерапії. 1992 року FDA дозволила проведення дослідження в Каліфорнії для вивчення короткострокових ефектів MDMA на здоров'я людини.
У квітні 2008 MDMA почав повертатися в офіційну медицину. Зокрема, в Ізраїлі почалися клінічні випробування методу лікування посттравматичного стресового розладу за допомогою екстазі, в ньому взяли участь ветерани військової кампанії в Лівані. Один з керівників експерименту доктор Ракефет Родрігес заявила: «MDMA має одночасно заспокійливий та стимулюючий ефект і може допомогти пацієнтам повністю позбавитися від психічних розладів».
Екстазі зацікавились онкологи. 2006 року вчені з Університету Бірмінгема продемонстрували, що екстазі здатний зупиняти ріст ракових клітин. Проте, щоб домогтися цього ефекту, пацієнт повинен прийняти смертельну дозу препарату. У дослідженні, результати якого були опубліковані 2011 року, вчені з Університету Західної Австралії повідомили, що внесли деякі зміни в молекулу екстазі. Ефективність отриманого препарату підвищилася в 100 разів.

## Синтез
Сафрол, безбарвна або жовтувата олія, яку отримують з кори кореня чагарнику сассафрас, є найпоширенішим прекурсором MDMA. У літературі описано безліч методів синтезу MDMA з сафролу через різні проміжні хімічні сполуки. Один з найвідоміших способів — через сполуку MDP2P, яка може бути синтезована як мінімум двома способами:
- В присутності сильної основи створити ізомер сафролу — ізосафрол, а потім окислити його в MDP2P.
- Інший метод, що вважається більш стабільним — використовувати процес Уакера для того, щоб окислити сафрол безпосередньо в MDP2P. Це робиться за допомогою паладієвого каталізатора.

Далі MDP2P перетворюють в MDMA, використовуючи відновне амінування.

## Класифікація
Більшість джерел класифікує MDMA як сполуку проміжної категорії між психостимуляторами та психоделіками. Будучи метоксілізованим амфетаміном, MDMA структурно схожий з мескаліном, сильним психоделіком. Однак MDMA здатний викликати лише слабкі галюцинації, як правило, при більшій дозі препарату, і для типових терапевтичних доз галюцинації дуже рідкісні.

## Способи застосування

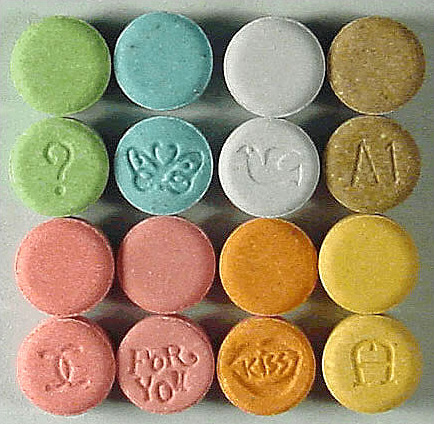
Пігулки «Екстазі»

MDMA зазвичай вживають перорально, у вигляді таблеток або розчинів солей MDMA (гідрохлорид, наприклад, має високу біодоступність), рідше його вживають інгаляційно, або вводять за допомогою ін'єкції. Типова доза становить 80-100 мг (1,2-1,4 мг/кг ваги тіла), хоча діапазон достатньої дози може коливатися від 75 мг до 250 мг.
Останнім часом середня таблетка «екстазі» зазвичай містить від 60 до 100 мг MDMA, часто з домішкою амфетамінових стимуляторів, 2C-B, кофеїну, інших психоактивних сполук. Багато таблеток «екстазі» взагалі не містять MDMA; під виглядом «екстазі» достатньо часто зустрічаються таблетки, що містять інші емпатогени-ентактогени (MDA, MDE тощо).
Найчастіше користувачі беруть додаткову дозу (половина від початкової) в кінці плато дії (2,5-3 години після прийому) щоб продовжити ефект препарату. Для того шоб уникнути неприємних відчуттів та передозувань, деякі користувачі віддають перевагу прийому MDMA маленькими порціями по 20-40 мг кожні 1,5-3 години.

## Механізм дії
MDMA проявляє свою дію через 15-60 хвилин після перорального прийому. MDMA в першу чергу впливає на механізми нейрорегулювання серотоніну. Серотонін є відомим нейротрансмітером, що бере участь в регулюванні багатьох вищих функцій свідомості, в тому числі почуття настрою та почуття задоволення. Проникаючи в нейрони головного мозку, MDMA реверсують напрям функції зворотного захоплення серотоніну в аксонах, що викликає значний викид серотоніну в синапс. Відомо, що кількість серотоніну в синапсах прямо пов'язана з такими почуттями, як, наприклад, щастя та любов. У людей, що мають сильну депресію, спостерігається знижена кількість серотоніну. У закоханих і щасливих кількість серотоніну підвищена.
Однак ефект сильного виділення серотоніну повністю не пояснює таку незвичайну психоактивніть MDMA. Точний механізм дії до кінця не відомий і є темою активних досліджень. Додатково ідентифікована низка нейроефектів MDMA, крім викиду серотоніну, зокрема виділення таких нейротрансмітерів, як дофамін, норадреналін та ацетилхолін. Також відомо, що MDMA безпосередньо впливає на α2-адренергічні адреналінові та серотонінові 5-HT2A-рецептори синапсу. Крім цього, в результаті метаболізму MDMA утворюються інші сполуки, в тому числі відомі психоактивні, вплив яких на загальний ефект MDMA до кінця не вивчено.
Додатково доведено, що MDMA викликає виділення гормонів — пролактину та антидіуретичного вазопресину. Лабораторні експерименти на тваринах показали, що MDMA також активує окситоцинові нейрони гіпофіза. Також встановлено, що ефект емпатії, що викликає MDMA, безпосередньо пов'язаний з виділенням гормону окситоцину. Окситоцин виділяється у великих кількостях після таких подій, як оргазм або пологи. Цей гормон підвищує рівень довіри, а також визначає процес формування психологічної прихильності до дитини у матері після пологів. У той же час брак цього гормону був пов'язаний з суб'єктивним відсутністю відчуття близькості та родинного зв'язку.

## Фармакокінетика
Дію MDMA характеризує складна та нелінійна фармокінетіка. Збільшення дози та/або більше часте вживання непропорційно збільшує вміст MDMA в плазмі крові. Тому при прийомі великих доз сполуки значно підвищується ризик окислювального стресу.
Максимальна концентрація MDMA в крові досягається між 1,5—3 годинами після прийому. Після цього MDMA метаболізується та повільно виводиться з організму, при цьому рівень сполуки в крові знижується до половини пікової концентрації приблизно через 8 годин. Ідентифіковані метаболіти MDMA включають MDA (3,4-метилендіоксіамфетамін або тенамфетамін), HMMA (4-гідроксид-3-метокси-метамфетамін), HMA (4-гідроксид-3-метоксіамфетамін), DHA (3,4-дігідроксідамфетамін або альфа-метилодопамін), MDP2P (3,4-метиленедіоксіфенілацетон) та MDOH (N-гідроксид-3,4-метиленідіосідамфетамін). Точний внесок кожного з цих сполук у загальний ефект остаточно не вивчили. Також залишається відкритим питання токсичності кожного з цих метаболітів. Відомо що MDA, MDP2P та MDOH є окремими психоактивними сполуками.
В наш час відомо про три різних шляхи метаболізму MDMA, і один з них це N-деметилювання, що його продуктом є активні метаболіти, включаючи MDA. Цей механізм забезпечується ферментами CYP2D6 та CYP3A4 системи цитохрому P450. Одна з причин фармокінетичної нелінійності полягає в аутоінгібіюванні CYP2D6 та CYP2D8, що призводить до нульової кінетики цього процесу при збільшених дозах. Цей факт зазначається в наукових роботах, присвячених дослідженню MDMA і він вказуює на підвищений ризик нейротоксичності при спробі прийняти наступних, великих доз препарату з метою продовження дії ефекту.
Через 24 години після вживання 65% сполуки виводиться з організму в незміненому вигляді в сечі і 7% метаболізується в MDA.

## Ефекти при вживанні
Дію речовини на організм людини можна поділити на кілька груп:

### Позитивні
- Швидке позбавлення від психологічних проблем, попри те, що ці проблеми можуть формуватися протягом усього життя (наприклад, відомі випадки позбавлення від заїкання за один сеанс, позбавлення від почуття провини, пов'язаної з втратою близьких тощо[32]).
- Сильне поліпшення настрою. Позитивні емоції посилюються, негативні повністю зникають. Суб'єкт не здатний думати в негативному ключі в цілому, розумовий процес протікає лише в позитивній формі
- Відчуття здоров'я та благополуччя
- Посилене бажання спілкуватися (комунікабельність). Сором'язливі люди з легкістю здатні говорити на будь-які теми або починати нові знайомства
- Відчуття сильної енергійності (стимуляція)
- «Розм'якшення» его
- Знижені механізми психологічного захисту та страху емоційних травм
- Почуття комфорту, зв'язку та близькості по відношенню до інших людей, навіть незнайомих
- Почуття любові та симпатії
- Здатність прощати
- Розчинення нейрологічних страхів
- Збільшена сприйнятливість до музики
- Бажання обіймати та цілувати людей
- Посилення чуттєвих відчуттів (смаку, запаху)
- Відчуття духовного переживання, здатного змінити життя
- Почуття осяяння та відчуття інтроспективних здібностей

При прийомі великих доз MDMA може викликати спотворення візуального сприйняття, однак справжні галюцинації дуже рідкісні.

### Нейтральні
- Втрата апетиту
- Спотворення візуального сприйняття
- Швидкі мимовільні рухи очей — ністагм
- Напруга м'язів тіла
- Легкі візуальні галюцинації (рідко)
- Легке формування емоційних зв'язків, які можуть бути як позитивними (наприклад, знайти нових друзів), так і небажаними (наприклад з людьми, яким не варто довіряти)
- Певне збільшення частоти серцебиття та рівня кров'яного тиску (цей ефект збільшується з прийомом великих доз)
- Нездатність відчувати втому, нервозність, тремор
- Зміна процесу терморегуляції
- Прояв небажаних емоцій та емоційної відповідальності
- MDMA не викликає фізичної залежності, але можливо сильне бажання повторити досвід

### Негативні
Негативні ефекти посилюються з прийомом великих доз.
- Тенденція говорити про речі, які згодом можуть викликати психологічний дискомфорт
- Перенапруження м'язів щелепи (тризм), покусування язика і внутрішньої сторони щік, скрип зубами (бруксизм)
- Складність концентрації та проблеми з діями, які вимагають прямого фокусування уваги
- Короткочасні проблеми з пам'яттю, сум'яття в сприйнятті
- Короткочасна нездатність до ерекції та проблеми з отриманням оргазму
- Короткочасна неможливість сечовипускання
- Збільшення температури тіла, гіпертермія, зневоднення (див. нижче)
- Гіпонатріємія (див. нижче)
- Можливе невелике зниження імунітету під час дії препарату.
- Занепад настрою в момент сходу ефекту (екзистенційна криза)
- Нудота
- Головні болі, запаморочення, втрата балансу
- Можлива сильна депресія та втома після спаду ефекту
- При систематичному вживанні можливі психологічні розлади, що вимагають втручання лікаря (психоз, панічні атаки)
- При вживанні великих доз можливий токсикоз печінки

## Ризик для здоров'я

Відношення Активна/Летальна доза, та потенційна можливість виникнення залежності.

Шкідливість та здатність викликати залежність. MDMA у порівнянні з іншими наркотичними речовинами (британський медичний журнал The Lancet)

На сьогодні не існує серйозних наукових доказів того, що прийом однієї типової дози MDMA (75—125 мг) може завдати незворотної шкоди фізичному або психічному здоров'ю людини. В одному з останніх найбільш масштабних та методологічно правильних досліджені показано що вживання MDMA не викликає негативних наслідків для розумових здібностей користувачів. Основний ризик для тих, хто приймає MDMA полягає в тому, що таблетки екстазі, вироблені нелегально, потенційно можуть містити інші сполуки — метамфетамін, MDA, MDEA, які більш токсичні, ніж MDMA, а також інші небезпечні хімічні домішки — побічні продукти кустарно проведених хімічних реакцій, оскільки зважаючи на нелегальний статус екстазі не можна говорити про будь-який контроль якості підпільного виробництва.
Але навіть чисте MDMA, що використовується в розумних дозах в оптимальних умовах, не можна назвати повністю безпечним.

### Депресія
Використання MDMA може спричиняти подальшу депресію, що виникає, як правило, на другий день після прийому, і триває від декількох годин до декількох місяців. Її часто називають «серотоніновим провалом» (англ. serotonin dip), оскільки її причиною швидше за все є нестача запасу серотоніну в головному мозку, витраченого під час MDMA-тріпу[джерело не вказане 4924 дні]. Деякі користувачі MDMA вживають модифіковану амінокислоту 5-гідрокситриптофан (5-HTP), яка є прекурсором серотоніну, щоб «допомогти» організму швидко відновити витрачені запаси серотоніну та зменшити побічні дії після тріпу. У той же час відомо, що використання 5-HTP одночасно з будь-якими фенетиламінами, включаючи MDMA, може бути небезпечним через ризик виникнення серотонінового синдрому, тому не рекомендують приймати 5-HTP до повного припинення дії MDMA.

### Ризик летального результату
| Сполука  | Смертей  | Вживають  | Відсоток смертності |
| -------- | -------- | --------- | ------------------- |
| Нікотин  | 114 тис. | 12, 5 млн | 0, 912%             |
| Алкоголь | 22 тис.  | 58 млн    | 0, 038%             |
| MDMA     | 33       | 800 тис.  | 0, 004%             |

Відома статистика смертей, викликаних прийомом MDMA, дає цифру менше ніж 10 осіб на рік за даними з США. У Великій Британії за статистикою періоду між 2001 та 2005 роками зафіксовано середню смертність — 27 смертей на рік, по випадкам безпосередньо пов'язаним лише з MDMA. Переважна кількість смертей від MDMA пов'язують з одночасним прийомом сполуки з алкоголем або амфетаміновими стимуляторами.
Порівняно з таким легальним наркотиком як нікотин, ризик смерті при вживання MDMA в 200 раз менший ніж ризик смерті від тютюнопаління: 33 летальних випадки на 800 тис. користувачів (0, 004%) для MDMA проти 114 тис. смертей на 12,5 мільйонів користувачів (0,912%) для курців. За даними цього ж джерела порівняно з іншим легальним наркотиком — алкоголем, ризик смерті від вживання алкоголю в 9,5 разів більше: 22 тис. смертей на 58 мільйонів (населення Великої Британії) споживачів (0,038%). Варто відзначити, що у цьому порівнянні не береться до уваги регулярність і тривалість вживання вказаних речовин.

### Гіпонатріємія
Зафіксовано низку летальних випадків після прийому MDMA, пов'язаних з небезпечним зниженням змісту електролітичних солей в крові через надмірне вживання води. Під час дії MDMA важливо вживати достатню кількість води, щоб компенсувати втрату рідини в організмі, особливо з урахуванням спекотної атмосфери дискотек та підвищеної фізичної активності від безперервних танців. У той же час важливо розуміти, що прийом дуже великої кількості води може мати фатальні наслідки. Схожі випадки відомі зі світу атлетики, коли спортсмени вмирали від надмірної кількості випитої рідини та втрат солей через активне потовиділення.

#### Профілактика гіпонатріємії
Для попередження гіпонатріємії не можна пити багато прісної води або напоїв, що не містять мінеральних солей (фруктові соки, коктейлі, шипучі напої). Рекомендується вживати напої, що містять потрібні організму іони — спортивні напої (без кофеїну, на кшталт Powerade або Gatorade), мінеральні води з достатнім вмістом солей (особливо хлориду натрію), підсолений томатний сік. За відсутності в продажу цих напоїв — додавати кухонну сіль (краще морську або дієтичну з додаванням калію та магнію) в воду (0,1-0, 2 г на 100 мл) або закушувати його солоними закусками (солоні огірки та риба, копченості, страви з соєвим соусом тощо).

### Гіпертермія
Вживання MDMA характеризують такі ж ризики як і вживання стимулюючих амфетамінів. Другою найчастішою причиною смерті від MDMA є гіпертермія — небезпечне підвищення внутрішньої температури тіла до рівня (приблизно 42 В°C) коли починається відмова основних органів. Танцювальні рейви, користувачі екстазі знаходяться в замкненому, жаркому приміщенні в безперервно танцюючому натовпі, несуть в собі фактор гіпертермічного ризику. Імовірність виникнення гіпертермії значно зростає, якщо разом з MDMA вживають алкоголь, амфетамінові стимулятори (амфетамін, метамфетамін та похідні), і навіть кофеїн (міститься в Кока-Колі, енергетичних напоях, каві та чаї).
Під впливом екстазі людське тіло змінює нормальний процес терморегуляції, що багаторазово підсилює небезпеку перегріву (або переохолодження в умовах низької температури). Доведено, що MDMA викликає звуження капілярних судин верхнього шару шкіри. Цей ефект посилюється ефектом зневоднення, що знижує здатність тіла охолоджуватися за допомогою потовиділення. До всього іншого MDMA-тріп знижує здатність правильно сприймати психологічні відчуття та реакцію організму на спрагу, фізичне виснаження та втому. Якщо користувач MDMA не враховує кожен з цих факторів та їх кумулятивного ефекту, він значно підвищує ризик гіперпірексії, що може привести до виникнення ниркової недостатності та подальшої смерті.

#### Профілактика гіпертермії
Слід регулярно давати собі перепочинок (в ідеалі 15-20 хвилин відпочинку на 40-45 хвилин активності), а при відчутті жару, духоти, серцебиття — дати собі триваліший відпочинок, бажано в прохолодному, добре вентильованому приміщенні. На вулицю без верхнього одягу можна виходити тільки при відносно теплій погоді, занадто сильний перепад температур може погіршити стан. Уникайте алкоголю, напоїв з кофеїном, стимуляторів. Відвідайте чилаут, бар — не для прийняття енергетиків, а для заповнення втрати води і солей (див.: Профілактика гіпонатріємії).

### Передозування
Тяжке передозування займає третє місце як причина смертельних випадків від MDMA. Хоча типова рекреаційна доза в 100–150 мг являє собою дозу, значно меншу летальної, варто врахувати, що у користувачів, що вже знаходяться під впливом MDMA, може виникнути ідея прийняти додаткову дозу препарату.
Маленькі діти можуть отримати передозування від однієї дорослої дози MDMA. Відомий ряд випадків, коли діти знаходили таблетки екстазі батьків та вмирали від передозування..
Людям з діабетом, які мають гіпертонію або мають серцеву недостатність, взагалі не варто вживати MDMA або подібні сполуки.
Хоча передозування від типових доз чистого MDMA виглядає малоймовірною, треба зауважити, що прийом MDMA в комбінації з іншими наркотиками або лікарськими препаратами, може бути дуже небезпечним. Зокрема, потрібно відзначити дві відомі небезпечні комбінації, що блокують процес метаболізму MDMA. Перший випадок — це ліки циметидин, відомі також під назвою тагамет або цінамет, що використовується при лікуванні печії або виразкової хвороби. Другий випадок — це ряд антидепресантів інгібіторів моноаміноксидази (ІМАО): моклобемід, транілціпромін, іпроніазід, а також ряд рослинних препаратів аналогічної дії: пасифлора, гарман, аяваска, ібога. Використання MDMA в комбінаціях з цими препаратами надзвичайно небезпечно, зважаючи на те, що організм стає нездатним метаболізувати MDMA, що може викликати передозування навіть від типової рекреаційної дози. Також небезпечно застосовувати MDMA при лікуванні антидепресантами з групи селективні інгібітори зворотного захоплення серотоніну (такі як Флуоксетин — Prozac та інші).

### Інші негативні реакції
Алергічні реакції на прийом MDMA надзвичайно рідкісні, хоча були зафіксовані окремі випадки смерті в результаті анафілактичного шоку, викликаного прийомом MDMA. Одне дослідження виявило пошкодження печінки у невеликого числа користувачів MDMA. Експерименти на тваринах показують що ризик пошкоджень печінки зростає, якщо підвищується температура тіла.
Звіт парламентської комісії в Англії зробив висновок, що використання екстазі менш небезпечно ніж використання тютюну або алкоголю, з точки зору впливу на соціум, фізичне здоров'я та формування залежності.
Деякі дослідження приводять до висновку, що під впливом MDMA іноді може виникати запальна та агресивна поведінка. Знижені бар'єри в спілкуванні в деяких випадках можуть призводити до недоречної поведінки та агресії, особливо якщо наркотик використовується недосвідченою людиною. Однак визнається, що MDMA набагато рідше здатен викликати випадкову агресію у порівнянні з такими наркотиками як алкоголь та кокаїн.
Невеликий відсоток людей може мати підвищену чутливість до MDMA, зумовлену спадковими причинами, що створює підвищену небезпеку при першому вживанні препарату. Особливо схильні до цього ризику люди з вродженими дефектами серцево-судинної системи. Деякі люди не мають потрібні ферменти, які використовує організм людини для метаболізму та виведення MDMA. Один з таких ферментів — CYP2D6, за статистикою відсутній у 5-10% людей європеоїдної та негроїдної раси та у 1-2% азіатів. Однак потрібно зауважити що з наукової точки зору чіткий зв'язок між відсутністю ферменту CYP2D6 та проблемами з MDMA у таких користувачів не простежується.